# Внутрішня грудна артерія
Внутрішня грудна артерія (лат. a. thoracica interna) — кровоносна судина та одна з гілок підключичної артерії.

## Топографія
Внутрішня грудна артерія відходить від нижньої частини підключичної артерії в протилежний бік від хребтової артерії. Далі прямує до низу по задній поверхні хрящів ребер та досягає нижнього краю хряща VII ребра. Після чого розгалужується на гілки.

## Гілки
- Осерднодіафрагмова артерія (a. pericardiacophrenica) — відгалужується від внутрішньої грудної артерії у її верхньому відділі, прямує за ходом діафрагмального нерва і кровопостачає осердя, плевру, діафрагму.

- Верхня надчеревна артерія (a. epigastrica superior) — відгалужується від внутрішньої грудної артерії в ділянці 1-1.5 см від нижнього краю 7 ребра. Проходить через діафрагму та проникає до піхви прямого м'язу живота. Має анастомоз з нижньою надчеревною артерією.

- М'язоводіафрагмова артерія (a. musculophrenica) — відгалужується від внутрішньої грудної артерії в ділянці хрящів вільних ребер (costae spuriae, VIII–XII) йде під плеврою по краю діафрагми, кровопостачає прилеглі міжреброві м'язи, ребра та шкіру.

- Перфорантні гілки внутрішньої грудної артерії. Внутрішня грудна артерія також дає бічні гілки до жирової клітковини переднього середостіння, середостінної плеври (rr. mediastinales), тимусу (rr. thymici), трахеї (rr. tracheales) та бронхів (rr. bronchiales), а також до тканин міжреберних проміжків передніх шести відділів (rr. intercostales anteriores), молочної залози (rr. mamrnarii mediates), діафрагми (rr. diaphragmalis), осердя (a. pericardiacophrenica).